# Glochidion huntii
Glochidion huntii är en emblikaväxtart som beskrevs av Airy Shaw. Glochidion huntii ingår i släktet Glochidion och familjen emblikaväxter. Inga underarter finns listade i Catalogue of Life.